# 웅상도서관
웅상도서관은 경상남도 양산시 소재의 시립 도서관이다.

## 연혁
- 1999년 5월 개관.
- 2002년 4월 디지털자료실 개실.
- 2004년 7월 도서관 실내시설 개보수.
- 2007년 5월 장애인 도서택배서비스 시작.
- 2007년 7월 도서관 개관시간 연장.

## 시설현황
- 3층: 일반열람실, 전산교육장, 문화교실, 세미나실, 휴게실, 성인열람실
- 2층: 자료실1, 자료실2
- 1층: 영·유아&아동자료실, 디지털실, 하늘광장
- 지하 1층: 매점 및 식당, 청소년 상담실, 지하공연장

## 이용 안내
이용 시간
- 1층 영·유아&아동자료실: 화~금 09:00~22:00 / 토~일 09:00~18:00
- 1층 디지털자료실: 화~일 09:00~18:00
- 2층 자료실1: 화~금 09:00~22:00 / 토~일 09:00~18:00
- 2층 자료실2: 화~금 09:00~20:00 / 토~일 09:00~18:00
- 3층 열람실: 매일 09:00~22:00 - 열람실은 매일 개관하나, 매월 마지막주 월요일은 전체 휴관

휴관일
- 매주 월요일
- 일요일을 제외한 법정 공휴일(일요일이 공휴일과 겹칠 경우 휴관)
- 기타 도서관에서 지정하는 임시 휴관일